# 复旦大学第二附属学校
复旦大学第二附属学校是中國上海市楊浦區境內的一所九年一贯制学校。

## 历史
1958年9月，复旦大学附属小学成立。
1963年，复旦大学附属小学迁入国权路681号。
1978年，复旦大学附属小学增设初中班。
1980年，增设高中班。校名改为复旦大学子弟学校。同年，复旦子弟学校迁入政修路130号。
1985年10月，复旦子弟学校分拆為2所學校，原小學部恢复成复旦大学附属小学，原中学部改名为复旦大学第二附属中学。复旦大学第二附属中学一度是一所公办完全中学，該中學同樣位於政修路上。
2019年7月，复旦大学第二附属学校的江湾校区落成，坐落于恒学路100号。同年，复旦大学第二附属中学、复旦大学附属小学合并成复旦大学第二附属学校。

## 建筑
出入口
学校共2个门口：
正门
面朝俀芬河路，是师生主要的上下学出入口。进门即可看到刻有校训"博学而笃志，切问而近思"的花坛，再向里便是望道楼正门。
侧门
在学校的东北方向，进门就可以看到该学校的操场和跑道。主要为驱车上下班的老师提供通道。
主要建筑
望道楼——由学校的创始人之一的陈望道先生的名字命名。在正门左侧。
步德楼——由学校的创始人之二的苏步青先生和谢希德先生的名字命名。在正门右侧。
内部设施
操场（800米标准跑道+草坪）
室内体育馆（共两个，分别在步德楼4楼和步德楼-1楼）
多功能厅（共两个，分别在望道楼1楼和步德楼-1楼）
小剧场（即舞台，位于望道楼1楼）
食堂（位于布德楼-1楼）
人工智能教室
乐队排练厅
普通中学的化学实验室（放心，并不会爆炸）
信息电脑房